# Przemysław Andrejuk
Przemysław Andrejuk (Kodeń; 9 de Fevereiro de 1977 —) é um político da Polónia. Ele foi eleito para a Sejm em 25 de Setembro de 2005 com 7000 votos em 7 no distrito de Chełm, candidato pelas listas do partido Liga Polskich Rodzin.